# Anacithara tumida
Anacithara tumida is een slakkensoort uit de familie van de Horaiclavidae. De wetenschappelijke naam van de soort is voor het eerst geldig gepubliceerd in 1922 door Hedley.